# Tephritis arizonaensis
Tephritis arizonaensis
 es una especie de insecto díptero que Quisenberry describió  en 1951. Pertenece al género Tephritis de la familia Tephritidae.
Se encuentran en Arizona y California. La planta huésped es Baccharis sarothroides.